# Eirin Maria Kvandal
Eirin Maria Kvandal est une sauteuse à ski norvégienne, née le 12 décembre 2001.

## Carrière sportive
En janvier 2021, elle monte sur son premier podium dans la Coupe du monde avec une deuxième place au concours par équipes avec  Thea Minyan Bjørseth, Silje Opseth et Maren Lundby. Le lendemain, elle s'adjuge la victoire sur le concours individuel devant Ema Klinec et Marita Kramer et donc sa première manche dans l'élite.

## Palmarès

### Championnats du monde
| Épreuve / Édition  | Planica 2023 | Trondheim 2025 |
| Petit tremplin     |              |                |
| Grand tremplin     |              | Bronze         |
| Par équipes        | Bronze       | Or             |
| Par équipes mixtes |              | Or             |

### Coupe du monde
- 22 podiums individuels : 6 victoires, 6 deuxième place et 10 troisièmes places.
- 1 podium par équipes : 1 deuxième place.
- 3 podiums par équipes mixte : 1 victoire et 2 deuxièmes places.
- 1 podium en Super Team : 1 deuxième place.

#### Victoires individuelles
| Année     | Lieu                     |
| 2020-2021 | Ljubno                   |
| 2023-2024 | Oslo Trondheim Vikersund |
| 2024-2025 | Sapporo Willingen        |

#### Classements généraux annuels
| Année | Rang |
| 2021  | 13e  |

### Jeux européens
- Médaille d'argent en tremplin normal par équipe mixte aux Jeux européens de 2023

### Championnats du monde junior
- Médaille d'argent par équipes mixtes en 2020 à Oberwiesenthal.